# IJsboerke
Pour l'équipe cycliste, voir Équipe cycliste IJsboerke.

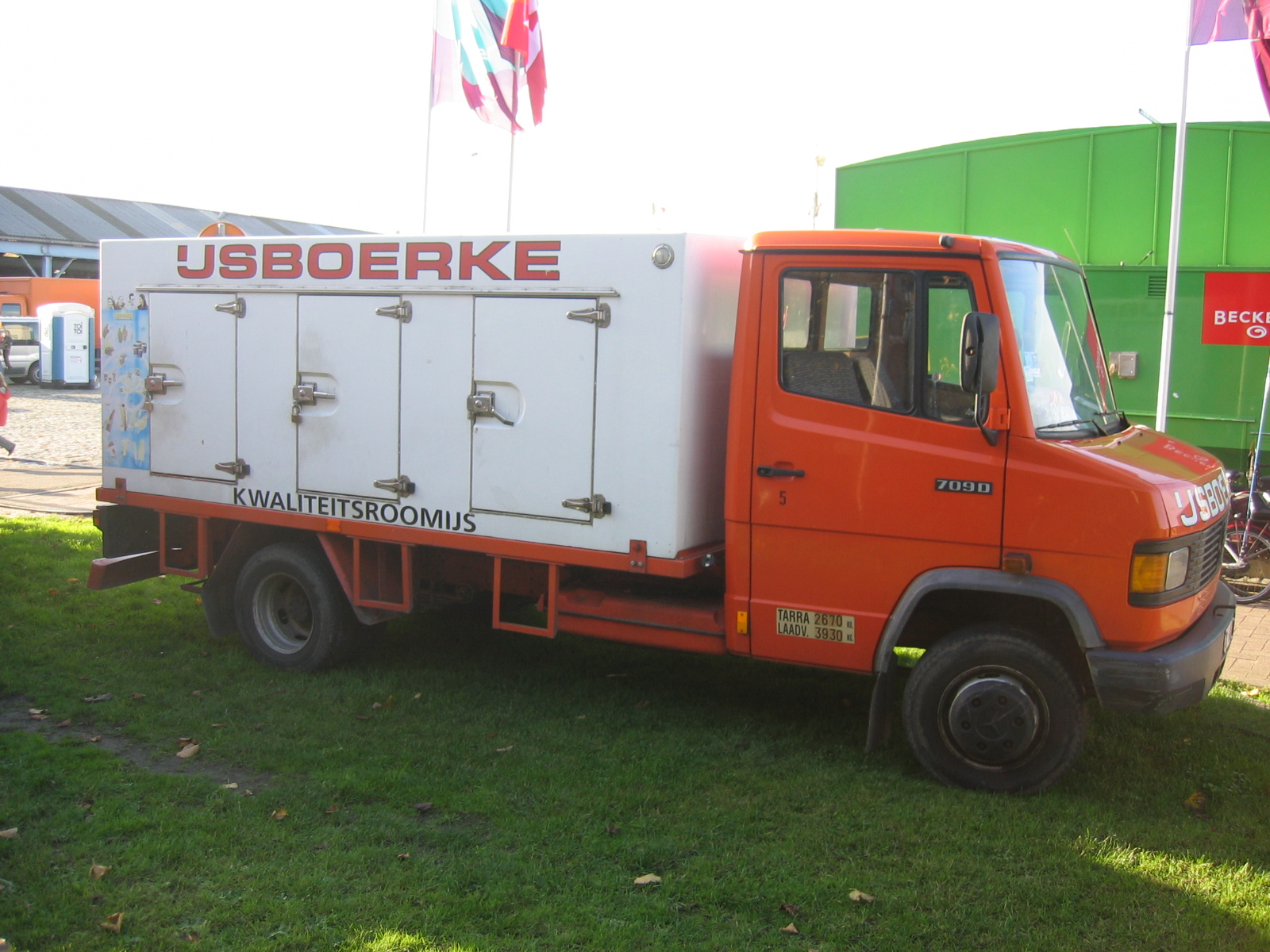
Une camionnette de IJsboerke

IJsboerke est une marque de glace belge.  L’entreprise a été fondée par Staf Janssens à Tielen.
En 2008, la société compte un peu plus de 400 travailleurs répartis sur deux sites de production, l’un à Tielen, l’autre à Chênée. IJsboerke est la deuxième marque de crème glacée la plus vendue en Belgique et est leader dans certains domaines spécifiques tels que la glace sans sucre ou la glace au soja.
IJsboerke est connue pour sa vente à domicile.  Ses produits sont aussi distribués par les supermarchés de Belgique et environ 7 000 points de vente Horeca. La marque possède de plus ses propres magasins, IJsboerke Moment.

## Historique
- 1935 : Staf Janssens fait sa première tournée à Tielen (Belgique flamande) ; il a 14 ans et ses premiers clients sont des voisins de ses parents.
- 1978-1979 : la marque IJsboerke devient de plus en plus connue grâce à sa politique de sponsoring dans le cyclisme. L’équipe IJsboerke gagne le Tour des Flandres 1978 (avec Walter Godefroot), et même quelques étapes dans le Tour de France.
- 1985 e.v. : IJsboerke débute l’exportation vers les Pays-Bas, la France, l’Allemagne, le Luxembourg, l’Autriche, la Suisse....
- 1996 : Mort de Staf Janssens.
- 1997 : La Compagnie Nationale à Portefeuille reprend la société.
- 2005 :
  - IJsboerke réalise un partenariat avec Studio 100.
  - IJsboerke rachète la société liégeoise de crème glacée MIO.
- 2007 : IJsboerke devient la marque pour le Benelux et MIO la marque à l’export.
- 2013 : licenciement de 120 personnes (ouvrier + cadres)
- mars 2013 : reprise de l'entreprise par Glacio (Beerse)
- Tielen, le 21 mars 2014 – La direction d'IJsboerke et Glacio présente aujourd'hui

l'IJsboerke new-look : une marque belge innovante et financièrement 
saine qui, un an après son redémarrage, est prête à affronter les 
réalités économiques. La conclusion de partenariats en Belgique, 
l'installation de nouvelles chaînes de production et le lancement de 
produits innovants pour le segment de la vente au détail et des services
alimentaires devraient assurer en 2014 la croissance du chiffre 
d'affaires et de l'emploi.
Par la mise en place d'accords de sponsoring et une présence sur les 
médias sociaux, la marque IJsboerke se rapproche de sa clientèle avec un
logo rajeuni et aisément identifiable, de nouveaux conditionnements et 
un site Internet retravaillé. Un an après son rachat par Glacio, la 
marque est plus que jamais prête pour un avenir ambitieux.
- 27 février 2015 : IJsboerke, nouveau partenaire en glace du ZOO d’Anvers et de Planckendael
- 25 avril 2015 : La marque IJsboerke s’allie au sirop de Meurens; le célèbre sirop de Liège pour sortir une nouvelle glace vanille
- Mars 2016 : La marque IJsboerke s’allie au chocolatier Jacques pour sortir un nouveau cornet d"amour